# Cantó de Saulieu
El cantó de Saulieu és un cantó francès del departament de Costa d'Or, situat al districte de Montbard. Té 14 municipis i el cap és Saulieu.

## Municipis
- Champeau-en-Morvan
- Juillenay
- Molphey
- Montlay-en-Auxois
- La Motte-Ternant
- La Roche-en-Brenil
- Rouvray
- Saint-Andeux
- Saint-Didier
- Saint-Germain-de-Modéon
- Saulieu
- Sincey-lès-Rouvray
- Thoisy-la-Berchère
- Villargoix

## Història
| Data d'elecció                           | Identitat              | Partit                                  | Qualitat |
| ---------------------------------------- | ---------------------- | --------------------------------------- | -------- |
| 1945-1967                                | Marcel Roclore         | CNI                                     |          |
| 1967-197.                                | Auguste Hervey         | Divers gauche                           |          |
| 197.-1994                                | Philippe Lavault       | Divers gauche, després UDF              |          |
| 1994-                                    | Anne-Catherine Loisier | CNI, després RPR, després Divers droite |          |
| les dades anteriors no són pas conegudes |                        |                                         |          |
|                                          |                        |                                         |          |

## Demografia
| A partir de 1990: Població sense dobles comptes |